# Plutó (mitologia)

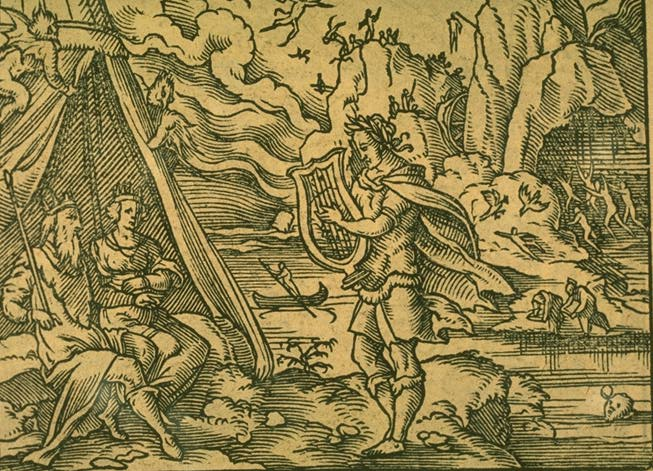
Orfeu davant Plutó i Prosèrpina. Gravat de Virgil Solis per Les Metamorfosis d'Ovidi (X, 11-52)

En la religió i la mitologia grega i romana, Plutó (grec antic: Πλούτων, Plútōn, llatí: Pluto) era el governant de l'inframon, idèntic a Hades, nom que amb el temps es va especialitzar per fer referència a l'inframon mateix. Plutó representa un concepte més positiu del déu que presideix el més enllà. El nom de Plutó era molt comú en els misteris d'Eleusis, en els quals era venerat com un governant sever i un marit amorós de Persèfone. La parella rebia les ànimes en el més enllà, i en inscripcions religioses s'invoquen plegats, sota el nom de Plutó i Core, respectivament. Hades, per contra, tenia pocs temples i pràctiques religioses associades a ell, i hom el representa com el segrestador fosc i violent de Persèfone.
Plutó i Hades difereixen en caràcter, però no són figures diferents, i comparteixen dos mites dominants. A la cosmogonia grega, Plutó era el fill de Cronos i Rea; i el déu va rebre el domini de l'inframon en una divisió tripartita de la sobirania sobre el món, amb el seu germà Zeus governant el cel i el seu altre germà Posidó sobirà sobre el mar. La seva narració central en el mite és que va segrestar Persèfone per ser la seva dona i la reina del seu regne. La mare, Demèter (o Ceres) es va enfadar i conseqüentment va provocar l'hivern. El nom de Plutó apareix per primera vegada a la literatura grega com el nom del governant de l'inframon a les obres dels dramaturgs atenesos i del filòsof Plató, que és la principal font grega sobre el seu significat. Sota el nom de Plutó, el déu apareix en altres mites en un paper secundari, sobretot com a posseïdor d'un objecte de recerca, i especialment en el descens d'Orfeu o d'altres herois a l'inframon.
Les representacions de Plutó són amb barba espessa i amb una actitud dura. A vegades porta casc, un regal dels ciclops que tenia el poder de tornar-lo invisible. A vegades porta una corona de fulles. Quan està representat en el seu tron, a la mà dreta porta un ceptre de color negre, una forca o unes claus. Les claus representen que les portes del seu regne estan tancades. D'altres vegades hom el representa en un carro de quatre cavalls negres.
Plutō ([ˈpluːtoː]; genitiu: Plūtōnis) és la forma llatinitzada del grec Plouton. L'equivalent romà de Plutó és Dis Pater, el nom del qual es pren més sovint com a «Pare ric», i potser és una traducció directa de Plouton. Plutó també es va identificar amb l'obscur Orc romà, com Hades, el nom d'un déu de l'inframon i de l'inframon com a lloc. Plutó esdevé el nom més comú per al governant clàssic de l'inframon en la posterior literatura occidental i altres formes d'art. El seu nom era un eufemisme amb el qual els grecs es referien a Hades per tal de no provocar la seva còlera. El seu nom ve de l'adjectiu ploutos, que significava 'ric', perquè totes les riqueses que es troben sota terra li pertanyien. Plutó es va combinar amb freqüència amb Plutos, el déu grec de la riquesa, perquè la riquesa mineral es trobava sota terra, i perquè com a ctònic el déu Plutó va governar la terra profunda que contenia les llavors necessàries per a una collita abundant.

## Hesíode

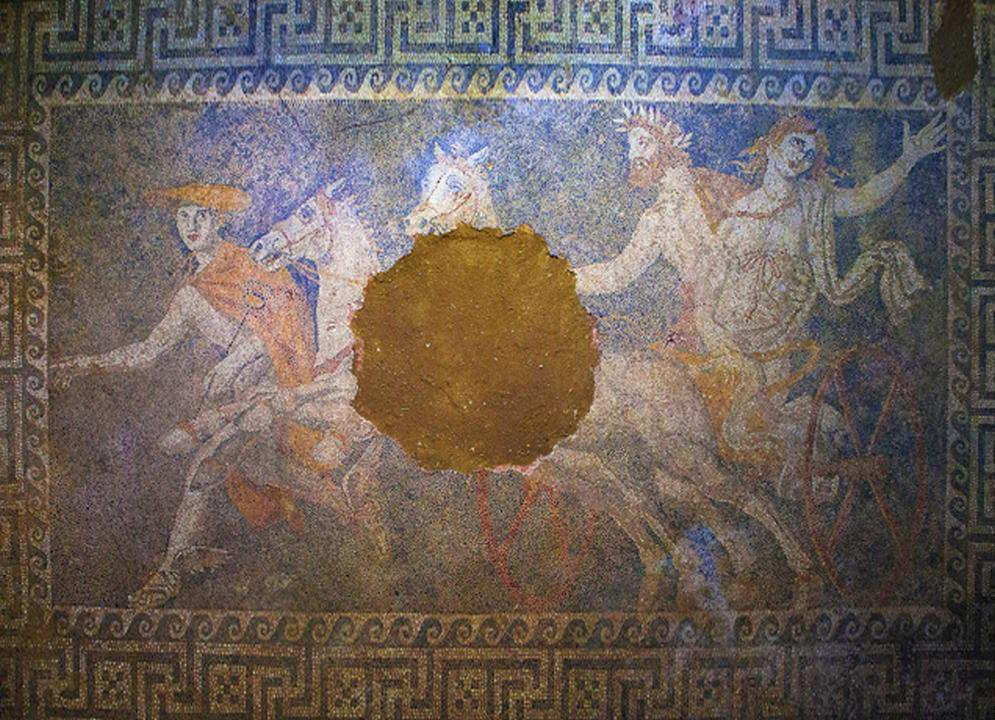
Un mosaic de la tomba de Kasta a Amfípolis que representa el segrest de Persèfone per Plutó,

El nom de Plutó no apareix a la literatura grega del període arcaic. A la Teogonia d'Hesíode, els sis fills de Cronos i Rea són Zeus, Hera, Posidó, Hades, Demèter i Hèstia. Els nens mascles divideixen el món en tres regnes. Hades pren Persèfone per la força a la seva mare Demèter, amb el consentiment de Zeus. Ploutos, la «riquesa», apareix a la Teogonia com el fill de Demèter i Jasíó: «Plutos boníssim, que va per tota la terra i l'ample fons del mar, i qui el troba i arriba a les seves mans, aquest home l'enriqueix i li dona moltes riqueses». La unió de Demèter i Jasió, descrita també a l'Odissea, va tenir lloc en un guaret que havia estat llaurat tres vegades, en el que sembla ser una referència a una còpula ritual o màgia simpàtica per assegurar la fertilitat de la terra. "La semblança del nom Ploutos amb Plouton...", s'ha assenyalat, "no pot ser casual. Plouton és el senyor dels morts, però com a marit de Persèfone té serioses reivindicacions sobre els poders de la fertilitat." El fill de Demèter, Plutus, es fusiona en la tradició narrativa amb el seu gendre Plutó, redefinint l'implacable conductor de carros del qual Hades. els cavalls trepitgen la terra florida.
Que el déu de l'inframon es va associar des del principi amb l'èxit en l'activitat agrícola ja és evident a Les obres i els dies d'Hesíode , línia 465–469: "Pregueu a Zeus de la Terra i a Demèter pura perquè el gra sagrat de Demèter soni i pesat, quan primer Comenceu a llaurar, quan agafeu a la mà l'extrem de la cua de l'arada i baixeu el vostre bastó sobre l'esquena dels bous que estiren a la barra per les corretges del jou".

## Plouton i Ploutos

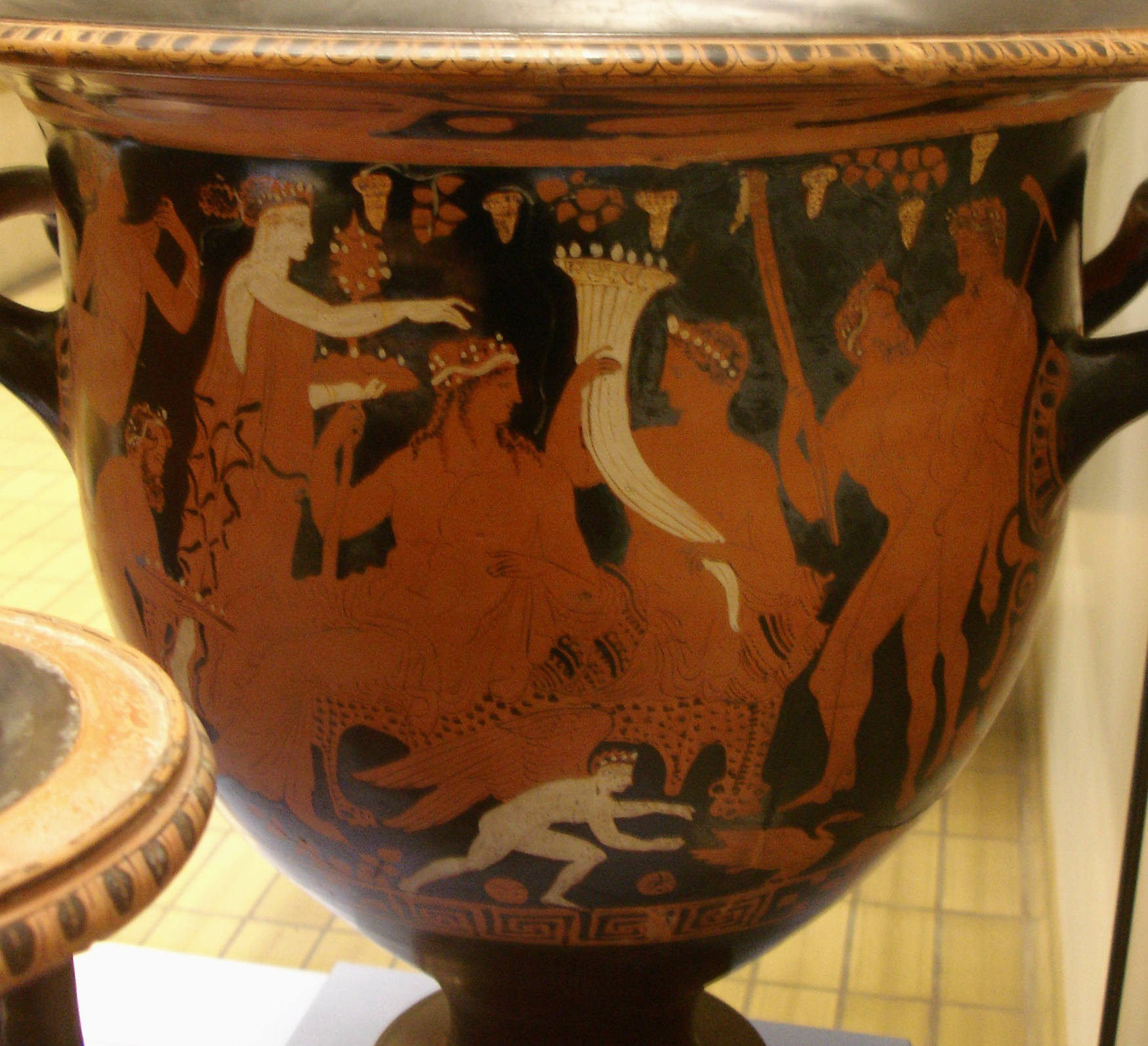
Ploutos amb el corn de l'abundància, en companyia de Dionís (aC)

Plouton va ser un dels diversos noms eufemístics d'Hades, descrit a la Ilíada com el déu més odiós pels mortals. Plató diu que la gent prefereix el nom Plouton, "donador de riquesa", perquè el nom d'Hades provoca por. El nom s'entenia com a referint-se a "les riqueses il·limitades de la terra, tant els cultius a la seva superfície —originalment era un déu de la terra— com les mines que s'hi amagaven". El que de vegades es pren com a "confusió" dels dos déus Plouton i Ploutos ("La riquesa") va tenir o va adquirir una importància teològica a l'antiguitat. Com a senyor de l'abundància o de la riquesa, Plutó expressa l'aspecte del déu inframon que era positiu, simbolitzat en l'art pel "corn de l'abundància" (cornucòpia), per mitjà del qual Plouton es distingeix de l'Hades més tenebrós.
El poeta romà Enni (vers 239–169 aC), la figura principal de l'hel·lenització de la literatura llatina, considerava Plutó un déu grec que s'explicava en termes dels equivalents romans Dis Pater i Orcus. No és clar si Plutó va tenir presència literària a Roma abans d'Ennius. Alguns estudiosos pensen que els rituals i creences relacionats amb Plutó van entrar a la cultura romana amb l'establiment dels Jocs Seculars l'any 249 aC, i que Dis pater era només una traducció de Plouton. A mitjans del segle I aC, Ciceró identifica Plutó amb Dis, explicant que "La terra en tot el seu poder i abundància és sagrada per al pare Dis, un nom que és el mateix que Dives , 'El ric', com ho és el grec Plouton . Això és perquè tot neix de la terra i hi torna de nou".
Durant l'època imperial romana, el geògraf grec Estrabó (segle I dC) fa una distinció entre Plutó i Hades. En escriure sobre la riquesa mineral de l'antiga Ibèria, diu que entre els turdetans, és "Plutó, i no Hades, qui habita la regió de sota". En el discurs Sobre el dol de l'autor grec Llucià (segle ii), la "riquesa" de Plutó són els morts que governa a l'abisme (chasma); el nom Hades està reservat per al mateix inframon.

### Altres identificacions
En la pràctica religiosa grega, Plutó és vist a vegades com el "Zeus ctònic" (Zeus Chthonios  o Zeus Catachthonios)o almenys com a funcions o significació equivalents a les de Zeus però pertanyents a la terra o al submón. En l'antiga religió romana i hel·lenística, Plutó s'identificava amb una sèrie d'altres divinitats, inclòs Summà, el déu romà del tro nocturn; Februus, el déu romà dels ritus de purificació del qual el mes de febrer pren el seu nom i un déu etrusc de l'inframon el déu sincrètic Serapis, considerat com l'equivalent egipci de Plutó; i el déu semític Mot (Μούθ). Mot va ser descrit per Filó de Biblos com l'equivalent tant de Thanatos (la mort personificada) com de Plutó. Els antics grecs no consideraven Plutó com a "mort" per se.

## Mitologia
Vegeu també: Rapte de Persèfone

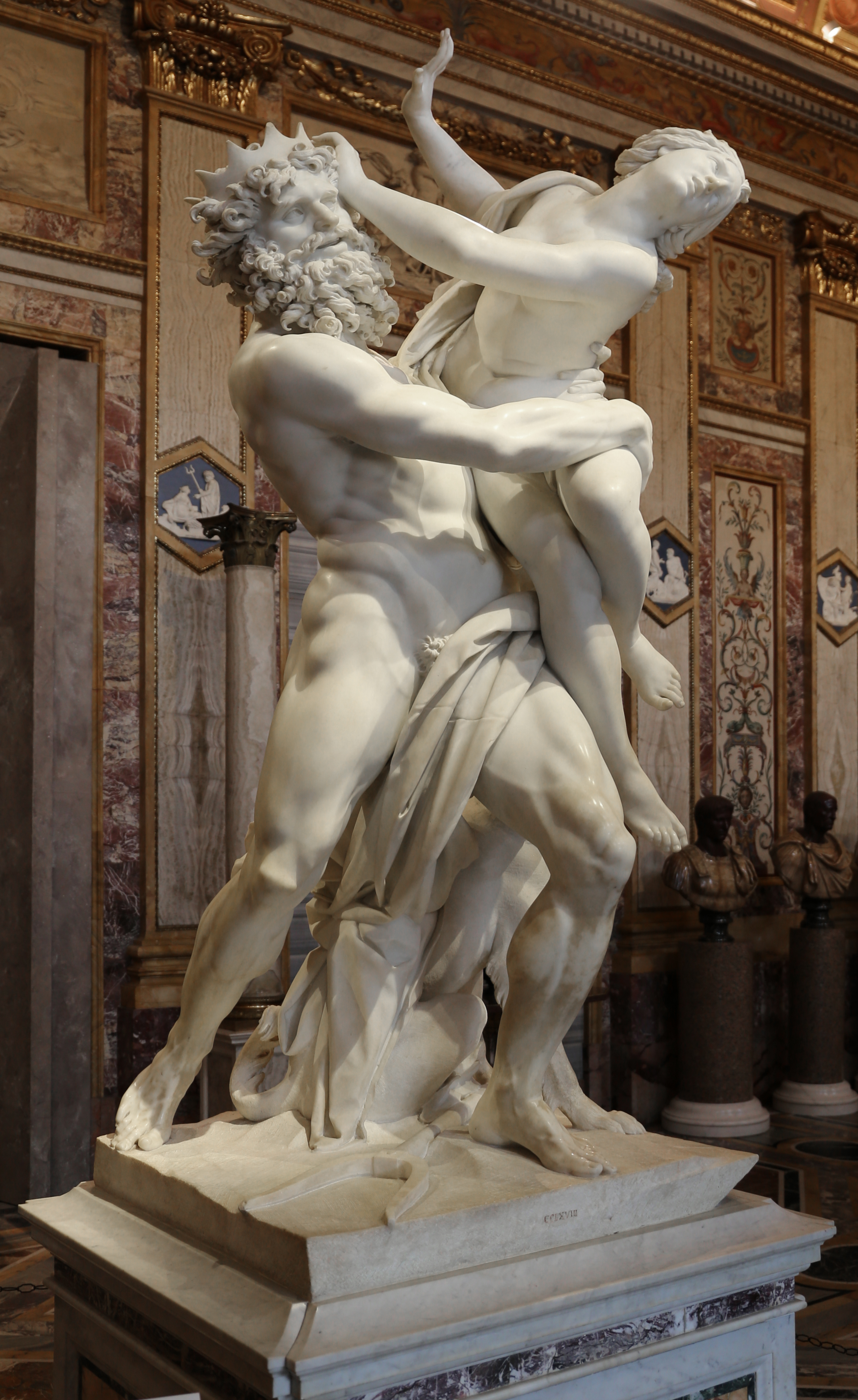
El rapte de Prosèrpina de Gian Lorenzo Bernini a la Galleria Borghese de Roma

El mite més conegut que implica Plutó o Hades és el segrest de Persèfone, també coneguda com Kore ("la Donzella"). Les primeres versions literàries del mite són una breu menció a la Teogonia d'Hesíode i la narració ampliada de l'Himne homèric a Demèter; en ambdues obres, el governant de l'inframon rep el nom d'Hades ("l'Ocult"). Hades és una figura poc simpàtica, i es subratlla la falta de voluntat de Persèfone. L'augment de l'ús del nom Plouton en inscripcions religioses i textos literaris reflecteix la influència dels misteris eleusins, que tractava Plutó i Persèfone com una parella divina que rebia iniciats en el més enllà; com a tal, Plutó es va desvincular del "segrestador violent" de Kore. Dues obres primerenques que donen el nom del déu segrestador com a Plutó són la mitologia grega tradicionalment coneguda com la Biblioteca d'Apol·lodor (segle I aC) i les faules llatines d'Higí (ca. 64 aC–17 dC).
La versió més influent del mite del rapte és la d'Ovidi (m. 17 o 18 dC), que explica la història tant a les Metamorfosis (Llibre 5) com als Fastos (Llibre 4). Un altre relat important, també en llatí, és el llarg poema inacabat De raptu Proserpinae ("Sobre el rapte de Proserpina") de Claudi Claudià (m. 404 dC). Ovidi utilitza el nom Dis, no Plutó en aquests dos passatges, i Claudià utilitza Plutó només una vegada; els traductors i editors, però, de vegades proporcionen el més familiar "Plutó" quan apareixen altres epítets al text font. El mite del segrest era un tema popular per a l'art grec i romà, i es repeteix a tot l'art i la literatura occidentals, on el nom "Plutó" esdevé comú . Els detalls narratius d'Ovidi i Claudià influeixen en aquestes versions posteriors en què el segrestador és anomenat Plutó, especialment el paper de Venus i Cupido en la manipulació de Plutó amb amor i desig. Al llarg de l'edat mitjana i el Renaixement, i certament a l'època de l'influent Mythologiae de Natale Conti (1567), les tradicions relatives als diferents governants de l'inframon clàssic es van unir en una sola mitologia que va fer poques distincions, o cap, entre Hades, Plutó, Dis i Orcus.

### Descendència
A diferència dels seus germans Zeus i Posidó que procreen lliurement, Plutó és monògam , i rarament es diu que tingui fills. En els textos òrfics, la nimfa ctònica Melínoe és la filla de Persèfone de Zeus disfressada de Plutó, i les Eumènides ("Els bons") són descendents de Persèfone i Zeus Cthonios , sovint identificats com a Plutó. El poeta Virgili diu que Plutó és el pare de les Fúries, però la mare és la deessa Nox (Nyx), no la seva dona Persèfone. La manca d'una distinció clara entre Plutó i "Zeus ctònic" confon la qüestió de si en algunes tradicions, avui obscures, Persèfone va tenir fills al seu marit. A finals del segle iv dC, l'èpica de Claudià sobre el rapte motiva Plutó amb un desig de fills. El poema està inacabat, però, i tot el que Claudià pogués saber d'aquestes tradicions es perd.
Justí el Màrtir (segle ii) al·ludeix als fills de Plutó, però ni els anomena ni els enumera. Hesiqui (segle V dC) esmenta un "fill de Plutó". En la seva mitografia del segle XIV Boccaccio registra una tradició en la qual Plutó era el pare de la personificació divina Veneratio ("Reverència"), assenyalant que no tenia mare perquè Prosèrpina (el nom llatí de Persèfone) era estèril.
A The Faerie Queene (dècada de 1590), Edmund Spenser inventa una filla per a Plutó a qui anomena Lucifera. El nom del personatge va ser pres de la mitologia del segle XVI de Natale Conti, que el va utilitzar com a traducció llatina del grec fòsfor, "portador de llum", un epítet habitual d'Hècate. Spenser va incorporar aspectes dels misteris a The Faerie Queene.

### Plutó i Orfeu

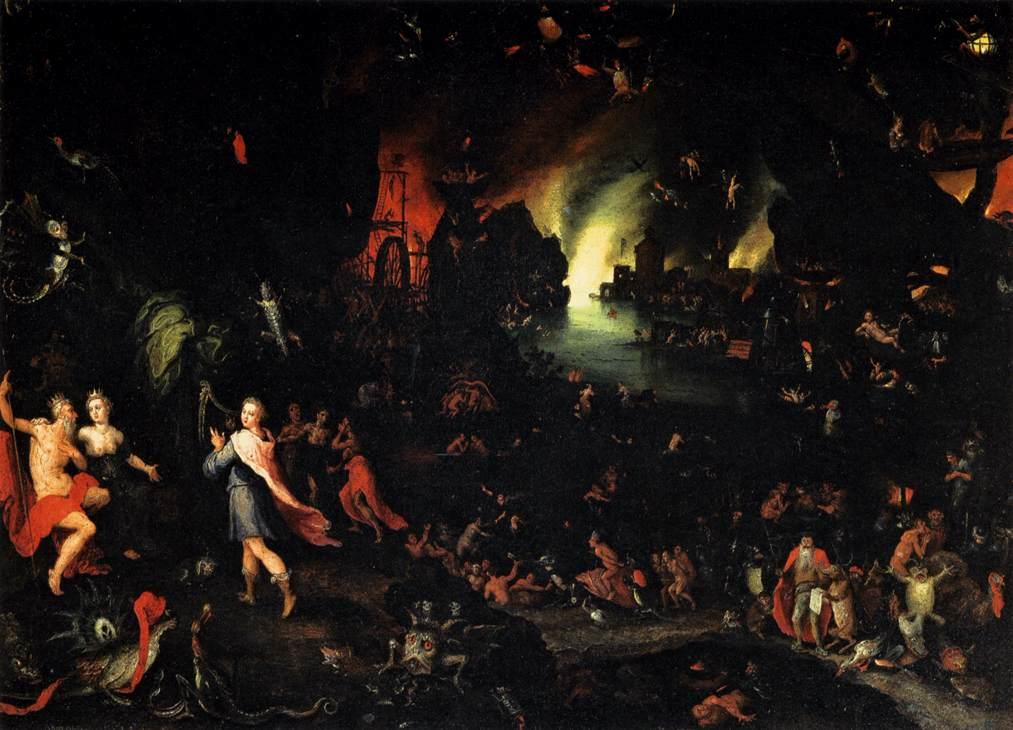
Orfeu davant Plutó i Prosèrpina (1605), de Jan Brueghel el Vell.

Orfeu va ser considerat com un fundador i profeta dels misteris anomenats "òrfic", "dionisíac" o "bàquic". Mitificat per la seva capacitat d'entrar fins i tot animals i arbres amb la seva música, també se li va acreditar a l'antiguitat l'autoria de les lletres que han sobreviscut com els himnes òrfics, entre ells un himne a Plutó. La veu i la lira d'Orfeu representaven un mitjà de revelació o coneixement superior per als cultes del misteri.
En el seu mite central, Orfeu visita l'inframon amb l'esperança de recuperar la seva núvia, Eurídice, confiant en el poder de la seva música per encantar el rei i la reina de l'Hades. Les narracions gregues de la descendència i l'actuació d'Orfeu solen anomenar el governant de l'inframon Plouton, com per exemple a la the Bibliotheca. El mite demostra la importància de Plutó "el ric" com a posseïdor d'un objecte de recerca. Orfeu actuant abans de Plutó i Persèfone va ser un tema comú de la literatura i l'art antics i posteriors occidentals, i un dels temes mitològics més significatius de la tradició clàssica.
La demostració del poder d'Orfeu depèn de la obstinació normal de Plutó; el poeta augusteu Horaci el descriu com a incapaç de plorar. Claudià, tanmateix, retrata el déu d'acer com a sucumbir al cant d'Orfeu de manera que "amb una capa de ferro eixuga les seves llàgrimes" (ferrugineo lacrimas deterget amictu) , imatge renovada per Milton a Il Penseroso (106–107): "Tal notes ... / Va treure llàgrimes de ferro per la galta de Plutó".
L'escriptor grec Llucià (ca. 125–després del 180 dC) suggereix que l'amor de Plutó per la seva dona va donar al governant de l'inframon una simpatia especial o una visió dels amants separats per la mort. En un dels Diàlegs dels morts de Llucià , Plutó qüestiona a Protesilau, el primer heroi grec mort a la guerra de Troia, que desitja tornar al món dels vius. "Llavors estàs enamorat de la vida?", pregunta Plutó. "Aquests amants els tenim aquí en abundància; però estimen un objecte, que cap d'ells no pot obtenir". Protesilau explica, com un Orfeu al revés, que ha deixat enrere una jove núvia el record de la qual fins i tot el Leteu. Les aigües de l'oblit no s'han esborrat d'ell. Plutó li assegura que la mort els reunirà algun dia, però Protesilau argumenta que el mateix Plutó hauria d'entendre l'amor i la seva impaciència, i recorda al rei la seva concessió a Orfeu i a Alcestis, que van ocupar el lloc del seu marit a la mort i després se li va permetre davant la insistència d'Hèracles per tornar-hi. Quan Persèfone intercedeix pel guerrer mort, Plutó concedeix la petició alhora, tot i que només permet un dia per a la reunió.

## Misteris i culte

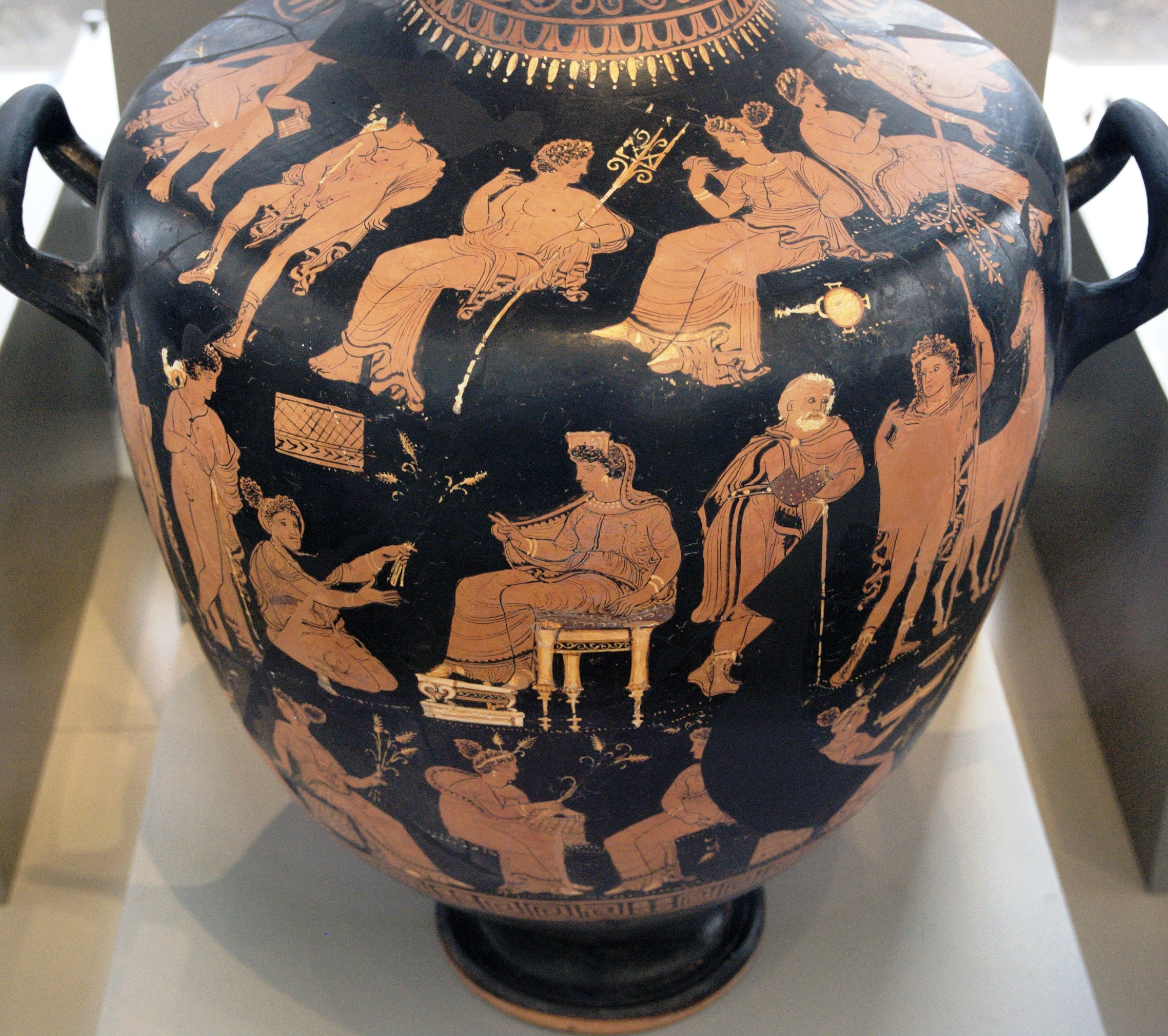
Hydria (ca. 340 aC) que representa figures dels misteris d'Eleusi

A mesura que Plutó va guanyar importància com a encarnació de la riquesa agrícola dins dels misteris d'Eleusi, a partir del segle v aC el nom Hades va ser cada cop més reservat per a l'inframon com a lloc. Ni Hades ni Plutó van ser un dels dotze olímpics tradicionals , i Hades sembla haver rebut un culte limitat, potser només a Elis, on el temple s'obria un cop l'any. Durant l'època de Plató, els atenesos honraven periòdicament el déu anomenat Plouton amb la "escampada d'un llit" (tên klinên strôsai). A Eleusis, Plouton tenia la seva pròpia sacerdotessa. Plutó va ser adorat amb Persèfone com a parella divina a Cnidos, Efes, Mitilene, Esparta, així com a Eleusis, on eren coneguts simplement com Déu (Theos) i Deessa (Thea)
En els textos rituals de les religions misteriques conservats per les anomenades tauletes d'or òrfiques o bàquiques, a partir de finals del segle v aC el nom Hades apareix amb més freqüència que Plouton, però en referència al lloc subterrani: Plouton és el governant que la presideix en una associació harmònica amb Persèfone.A finals del segle iv aC, el nom Plouton apareix a les inscripcions mètriques gregues. Dues tauletes fragmentàries saluden a Plutó i Persèfone conjuntament, i la parella divina apareix com a figures acollidores en un epitafi mètric :
| « | Sé que fins i tot sota la terra, si realment hi ha una recompensa per als dignes, els primers i més importants honors, infermera, seran teus, al costat de Persèfone i Plutó. | » |

Hesiqui identifica Plutó amb Eubouleu, però altres fonts antigues distingeixen entre aquestes dues deïtats de l'inframon. En els Misteris, Eubouleu fa el paper d'un portador de torxes, possiblement un guia per al retorn de l'iniciat. Segons l'opinió de Lewis Richard Farnell, Eubouleus era originàriament un títol referit al "bon consell" que el governant de l'inframon era capaç de donar i que es buscava als oracles dels somnis de Plutó ; al segle II aC, però, havia adquirit una identitat separada.

### Himne òrfic a Plutó
L'Himne òrfic a Plutó s'adreça al déu com "d'esperit fort" i el "Tot-Receptor" que comanda la mort i és el mestre dels mortals. Els seus títols es donen com Zeus Chthonios i Euboulos ("Bon consell"). A la topografia de l'himne , l'habitatge de Plutó es troba al Tàrtar, simultàniament un "prat" i "d'ombra gruixuda i fosca", on l'Aqueront envolta "les arrels de la terra". Hades torna a ser el nom del lloc, aquí descrit com a "sense vent", i les seves portes, a través de les quals Plutó va portar "la filla pura de Demèter" com a núvia,. La ruta des del prat de Persèfone fins a l'Hades travessa el mar. L'himne conclou:
| « | Només tu has nascut per jutjar fets obscurs i conspicus. El més sant i il·lustre governant de tots, déu frenètic, et delectes amb el respecte i la reverència de l'adorador. Veniu amb favor i alegria als iniciats. Et convoco. | » |

L'himne és un dels diversos exemples d'oració grecoromana que expressen el desig de la presència d'una divinitat, i s'ha comparat amb una epiclesi similar als Fets de Tomàs.

### Invocacions màgiques
Els noms tant d'Hades com de Plutó apareixen també als papirs màgics grecs i a les tauletes de malediccions, amb Hades típicament referint-se a l'inframon com a lloc, i Plutó invocat regularment com a parella de Persèfone. Cinc tauletes de malediccions llatines de Roma, que daten a mitjans del segle I aC, prometen a Persèfone i Plutó una ofrena de "dàtils, figues i un porc negre " si la maledicció s'acompleix en el termini desitjat. El porc era un sacrifici animal característic a les divinitats ctòniques, les víctimes de les quals eren gairebé sempre de color negre o fosc.
Un conjunt de tauletes de malediccions escrites en grec dòric i trobades en una tomba s'adreça a un Pasianax, "Senyor de tots," de vegades es pren com a títol de Plutó, però més recentment es pensava que era un nom màgic per al cadàver. Pasianax es troba en altres llocs com un epítet de Zeus, o en les tauletes pot invocar un daimon com Abrasax.

### Santuaris de Plutó
Un santuari dedicat a Plutó s'anomenava Plutoni (llatí: plutonium). El complex d'Eleusis per als misteris tenia un Plutoni considerat com el lloc de naixement del nen diví Ploutos, en un altre cas de fusió o associació estreta dels dos déus. Les inscripcions gregues registren un altar de Plutó, que havia de ser "arrebossat", és a dir, ressorgit per a una nova ronda de sacrificis a Eleusis. Una de les ploutonia conegudes es trobava al bosc sagrat entre Tralleis i Nisa, on es trobava un temple de Plutó i Persèfone. Els visitants buscaven la curació i els oracles dels somnis. El Plutoni a Hieràpolis, Frígia, estava connectat amb els ritus de Cibeles, però durant l'època imperial romana va ser subsumit pel culte d'Apol·lo, com van confirmar les investigacions arqueològiques durant la dècada de 1960. També va ser un oracle de somni. Els llocs sovint semblen haver estat escollits perquè es pensava que la presència de vapors mefítics naturals indicava una obertura a l'inframon. A Itàlia, l'Avern es considerava una entrada a l'inframon que produïa vapors tòxics, però Estrabó sembla no pensar que fos un Plutoni.

## Iconografia i atributs

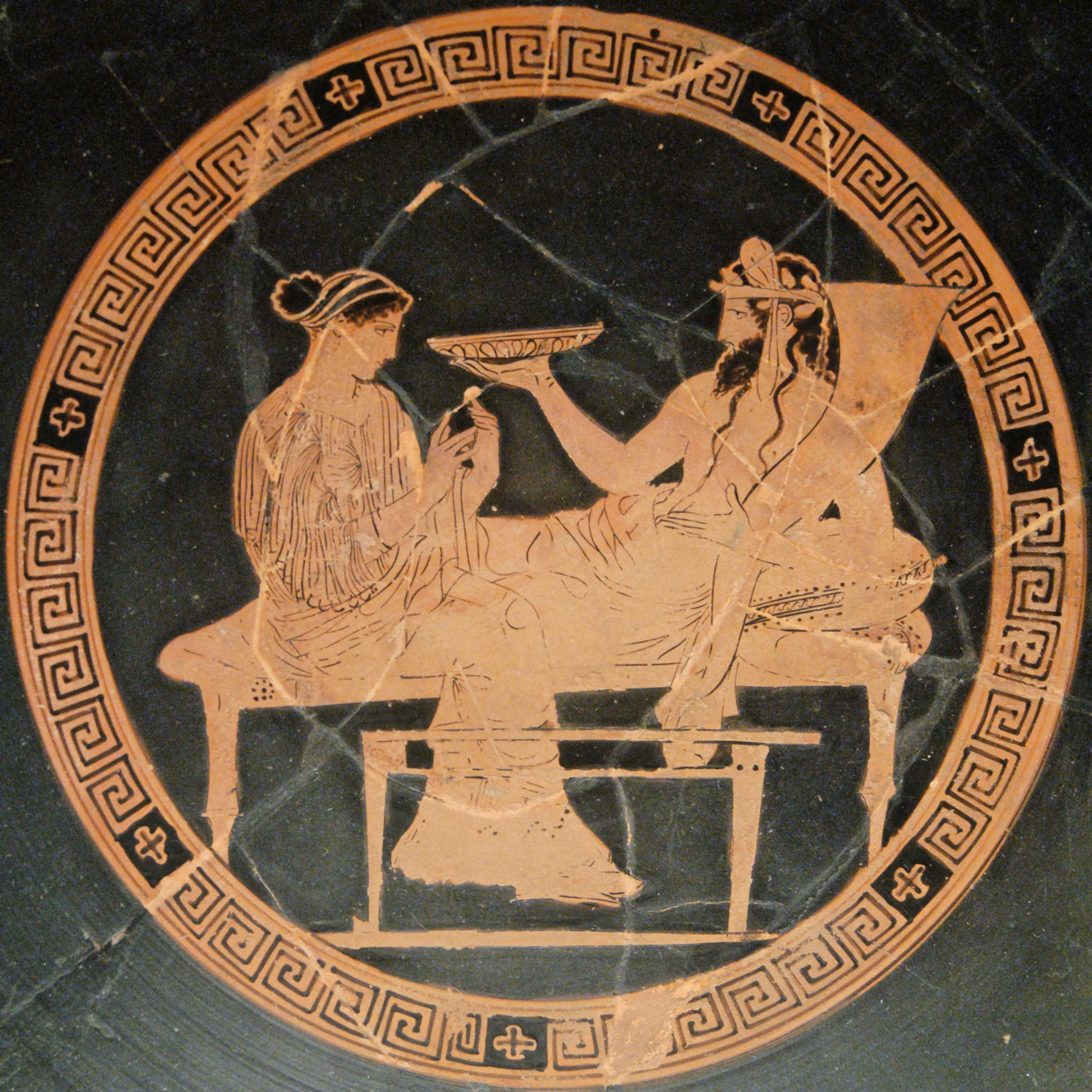
Hades i Persèfone: tondo d'un kylix àtic de figures vermelles, ca. 440–430 aC

### A escenes eleusines
Kevin Clinton va intentar distingir la iconografia d'Hades, Plouton, Ploutos i el Theos eleusí en la pintura de gerros del segle V que representa escenes relacionades amb els misteris. En l'esquema de Clinton, Plouton és un home madur, de vegades fins i tot de cabell blanc; Hades també sol ser barbut i madur, però la seva foscor s'accentua en les descripcions literàries, representades en l'art per cabells foscos. L'atribut més comú de Plouton és un ceptre, però sovint també té una cornucòpia plena o desbordant; Hades de vegades té un corn, però es representa sense contingut i s'ha d'entendre com un corn per beure. A diferència de Plouton, Hades mai té atributs agraris com ara tiges de gra. El seu pit sol estar nu o només parcialment cobert, mentre que Plouton està totalment vestit (l'autor admet excepcions, però). Plouton es troba dempeus, sovint en companyia de Demèter i Kore, o de vegades una de les deesses, però Hades gairebé sempre s'asseu o s'acosta, normalment amb Persèfone de cara a ell. Es manté la "confusió i desacord" sobre la interpretació d'aquestes imatges.

### Les claus de Plutó
Els atributs de Plutó esmentats a l'Himne òrfic a Plutó són el seu ceptre, les claus, el tron i els cavalls. En l'himne, les claus es relacionen amb la seva capacitat per donar riquesa a la humanitat, concretament la riquesa agrícola dels "fruits de l'any".

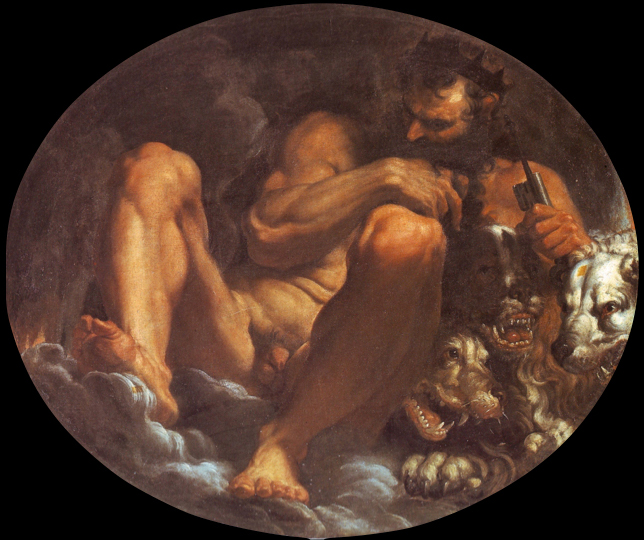
Plutó (1592) d'Agostino Carracci, probablement influenciat per la descripció de la mitografia de Vincenzo Cartari, amb el déu sostenint el seu ceptre i la clau, Cèrber al seu costat.

Pausanias explica la importància de la clau de Plutó en la descripció d'un cofre de cedre meravellosament tallat al temple d'Hera a Elis. S'hi representen nombroses divinitats, amb un panell que agrupa Dionís, Persèfone, les nimfes i Plutó. Plutó té una clau perquè "diuen que el que s'anomena Hades ha estat tancat per Plutó, i que ningú tornarà d'aquí". Natale Conti cita Pausànies en assenyalar que les claus són un atribut de Plutó ja que el ceptre és de Jove (Zeus grec) i el trident de Neptú (Posidó).
Una clau d'or (chrusea klês) va ser posada a la llengua dels iniciats pels sacerdots a Eleusis i era un símbol de la revelació que estaven obligats a mantenir en secret. Una clau es troba entre els atributs d'altres divinitats infernals com Hècate, Anubis i Persèfone, i d'aquelles que actuen com a guardians o cronometradors, com Janus i Aion. Èac (Aiakos) , un dels tres reis mortals que es van convertir en jutges en el més enllà , és també un kleidouchos (κλειδοῦχος), "titular de les claus" i un porter sacerdotal a la cort de Plutó i Persèfone.

### Vegetació i color
Segons el filòsof estoic Cornutus (segle I dC), Plutó portava una corona de phasganion , més sovint anomenada xiphion, identificada tradicionalment com un tipus de gladiol. Dioscorides va registrar usos mèdics per a la planta. Per extreure picades i espines, el xiphion es barrejava amb vi i encens per fer un cataplasma. La planta també es va utilitzar com a afrodisíac i anticonceptiu. Va créixer en llocs humits. En un passatge obscur, Cornutus sembla connectar l'ús de phasganion de Plutó amb una etimologia d'Avernus, que deriva de la paraula per "aire", potser per alguna associació amb el color glaukos , "gris blavós", "verdós" o "mar". -de color", que podria descriure les fulles de la planta. Com que el color podria descriure el cel, Cornutus li dona regularment connotacions divines. La germana bessona de Plutó es deia Glauca.
L'ambigüitat del color és característica de Plutó. Encara que tant ell com el seu regne es descriuen regularment com a fosc, negre o ombrívol, el mateix déu de vegades és vist com pàl·lid o amb pal·lidesa. Martianus Capella (segle V) el descriu com "pàlid a l'ombra, fugitiu de la llum" i activament "vessant la foscor en la foscor de la nit tartareana", coronat amb una corona de banús adequada per al regne que governa. Els cavalls de Plutó solen ser negres, però Ovidi els descriu com a "de color cel" (caeruleus , de caelum , "cel"), que pot ser blau, blau verdós o blau fosc.

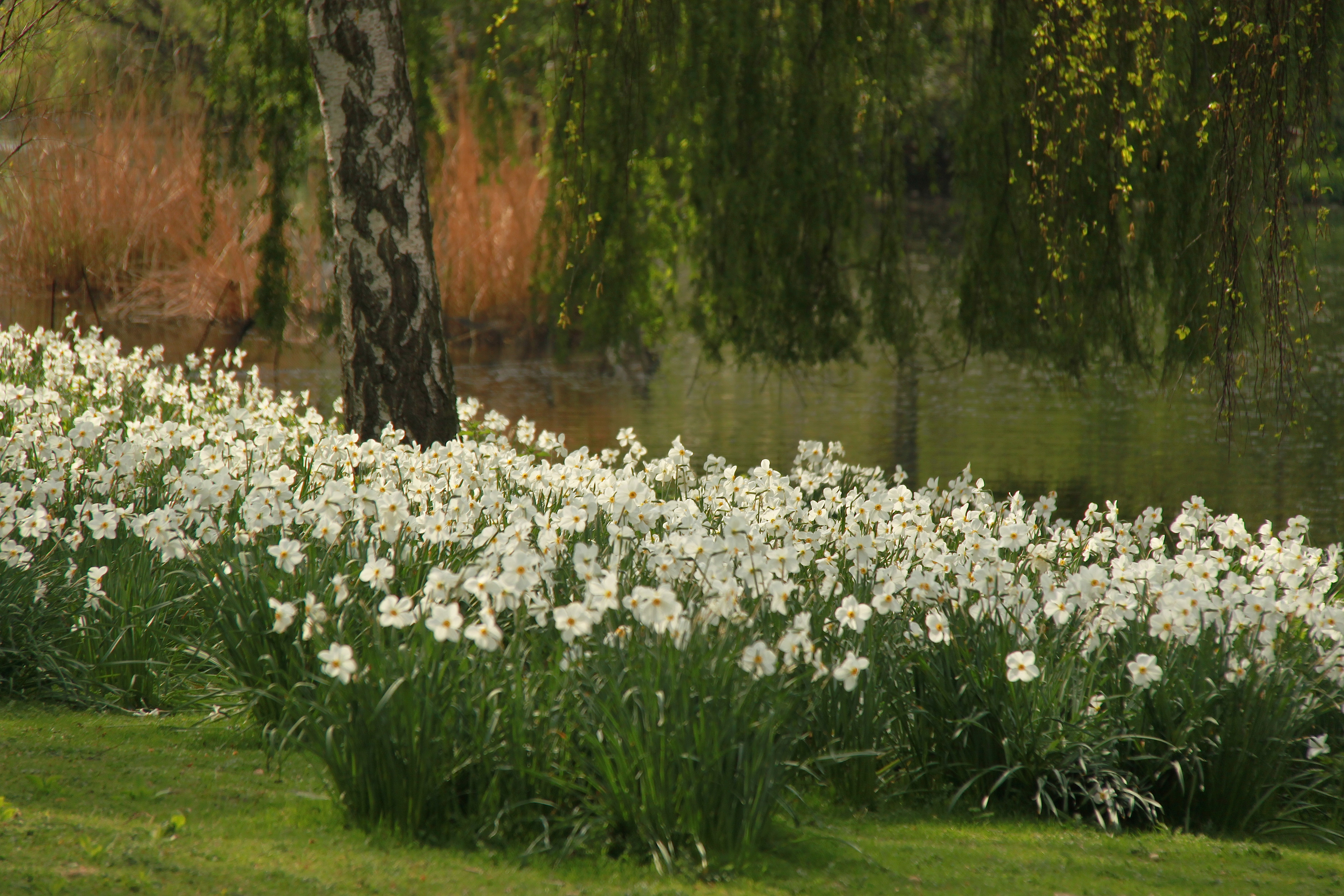
El narcís, vinculat freqüentment al mite de Persèfone, que va ser arrabassat a l'Inframon pel déu Hades mentre recollia les flors.

El mitògraf renaixentista Natale Conti diu que es van donar a Plutó corones de narcís, falguera de pèl de donzella (adianthus) i xiprer. A l' Himne homèric a Demèter, Gea (Terra) va produir el narcís a petició de Zeus com a trampa per a Persèfone; quan l'agafa, s'obre un avenc i "l'amfitrió de molts" (Hades) s'apodera d'ella. Les corones de narcís es van utilitzar en els primers temps per coronar Demèter i Persèfone, així com les Fúries (Eumènides. La flor estava associada amb la droga narcòtica (narkê , "torpor"), fascinació eròtica, i mort imminent; somiar de coronar-se amb un narcís era un mal senyal. En el mite de Narcís, la flor es crea quan una joventut bonica i absorta rebutja la sexualitat i és condemnada a l'amor propi perpetu al llarg de l'Styx.
La inclusió de Conti d' adianthus (Adiantum a la nomenclatura moderna) és menys senzilla. El nom, que significa "sense humitejar" (grec adianton ), es va prendre a l'antiguitat per referir-se a la capacitat de la falguera per repel·lir l'aigua. La planta, que creixia en llocs humits, també s'anomenava capillus veneris, "cabell de Venus", divinament sec quan va emergir del mar. L'historiador de la medicina John M. Riddle ha suggerit que l'adianthus era una de les falgueres Dioscòrides anomenada asplenon i prescrita com a anticonceptiu (atokios) Les associacions de Proserpine (Persèfone) i els cabells de donzella són al·luïdes per Samuel Beckett en un poema de 1946, en què el jo és una cova platònica amb capillaires , en francès tant "falguera de cap de donzella" com " vasos sanguinis ".
El xiprer (grec cyparissus, llatí cupressus) té associacions tradicionals amb el dol. A l'antiga Àtica, les llars de dol eren guarnides amb xiprer, i s'utilitzava per fumigar l'aire durant les cremacions. En el mite de Cyparissus, un jove es va transformar en un xiprer, consumit pel dolor per la mort accidental d'un cérvol. Un "xiprer blanc" forma part de la topografia de l'inframon que es repeteix a les tauletes d'or òrfiques com una mena de far prop de l'entrada, potser per comparar-lo amb l'Arbre de la Vida en diverses mitologies mundials. La descripció del xiprer com a "blanc" (grec leukē ), ja que l'arbre botànic és fosc, és simbòlica, evocant les peces blanques que porten els iniciats o la roba d'un cadàver, o la pal·lidesa dels morts. En els ritus funeraris òrfics, estava prohibit fer taüts de xiprer
La tradició de les religions del misteri afavoreix Plutó/Hades com a soci amorós i fidel a Persèfone, però un mite antic que li conserva un amant és paral·lel al rapte i també té un aspecte vegetatiu. Una font romana diu que Plutó es va enamorar de Leuca (en grec Leukē , "Blanca"), la més bella de les nimfes, i la va segrestar per viure amb ell al seu regne. Després que el llarg període de la seva vida va arribar al seu final, va commemorar el seu amor creant un arbre blanc als Camps Elisis. L'arbre era l'àlber blanc (grec leukē ), les fulles del qual són blanques per un costat i fosques per l'altra, representant la dualitat del món superior i l'inframon. Una corona de fulles d'àlber blanc va ser creada per Hèracles per marcar la seva ascensió des de l'inframon , una explicació per què va ser usada pels iniciats i pels atletes campions que participaven en jocs fúnebres. Com altres plantes associades amb Plutó, l'àlber blanc era considerat com un anticonceptiu a l'antiguitat. Es debat la relació d'aquest arbre amb el xiprer blanc dels misteris.

### El casc de la invisibilitat
La Bibliotheca de Pseudo-Apol·lodor utilitza el nom de Plouton en comptes d' Hades per relacionar la divisió tripartita de la sobirania, el segrest de Persèfone i la visita d'Orfeu a l'inframon. Aquesta versió de la teogonia segueix en la seva major part a Hesíode, però afegeix que els Cíclops van donar a cadascun dels tres germans un regal per utilitzar-los en la seva batalla contra els Titans: Zeus tros i llamps; Posidó un trident ; i Plutó un casc (kyneê).
El casc que rep Plutó és presumiblement la gorra màgica de la invisibilitat (aidos kyneê) , però la Bibliotheca és l'única font antiga que diu explícitament que pertanyia a Plutó. Es creu que el joc verbal d' aidos , "invisible" i Hades explica aquesta atribució del casc al governant de l'inframon, ja que cap narrativa antiga no registra el seu ús o possessió d'ell. Autors posteriors com Rabelais (segle XVI) sí que atribueixen el casc a Plutó. Erasme de Rotterdam l'anomena el "casc d'Orc" i el dona com a figura retòrica referint-se a aquells que amaguen la seva veritable naturalesa amb un artifici astut. Francis Bacon assenyala l'ús proverbial: "el casc de Plutó, que fa invisible l'home polític, és el secret en el consell i la celeritat en l'execució".

### Bident

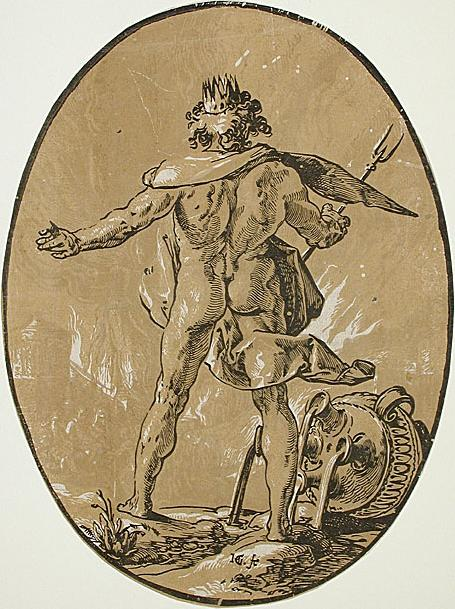
Plutó (1588–89) amb bident, xilografia en clarobscur d'una sèrie sobre déus i deesses de Hendrik Goltzius.

No es pot dir amb certesa cap imatge antiga del governant de l'inframon que el mostri amb un bident,encara que la punta ornamentada del seu ceptre pot haver estat mal entesa de vegades com un bident. Al món romà, el bident (de bi- , "dos" + dent- , "dents") era un instrument agrícola. També pot representar un dels tres tipus de llamps exercits per Júpiter, l'homòleg romà de Zeus, i l'etrusc Tínia. La idea posterior que el governant de l'inframon empunyava un trident o bident potser es pot rastrejar a una línia de l'Hercules Furens de Sèneca ("Hèrcules enfurismat"), en què el pare Dis, l'homòleg romà de Plutó, utilitza una llança de tres puntes per expulsar Hèrcules mentre intenta envair Pilos. Sèneca anomena Dis la "Jove infernal" o la "Jove infernal" (la Jove que fa mals auguris, dirae ), igual que en la tradició grega, Plouton s'identifica de vegades com un "Zeus ctònic". " Que el trident i el bident podrien ser una mica intercanviables ho suggereix un escoliasta bizantí , que esmenta que Posidó estava armat amb un bident.
A l'edat mitjana, les figures clàssiques de l'inframon es van començar a representar amb una forca. Els primers escriptors cristians havien identificat l'inframon clàssic amb l'infern, i els seus habitants com a dimonis o dimonis. En el Renaixement, el bident es va convertir en un atribut convencional de Plutó. En un mural influent del sostre que representa les noces de Cupido i Psique, pintat pel taller de Rafael per a la Vila Farnesina el 1517, es mostra Plutó sostenint el bident, amb Cèrber al seu costat, mentre que Neptú sosté el trident. Potser influenciat per aquesta obra, Agostino Carracci originàriament va representar Plutó amb un bident en un dibuix preparatori del seu quadre Plutó (1592), en el qual el déu acabava sostenint la seva clau característica. A Giove, Nettuno e Plutone de Caravaggio (ca. 1597), un mural del sostre basat en al·legoria alquímica , és Neptú qui sosté el bident.

## A la literatura i la filosofia gregues

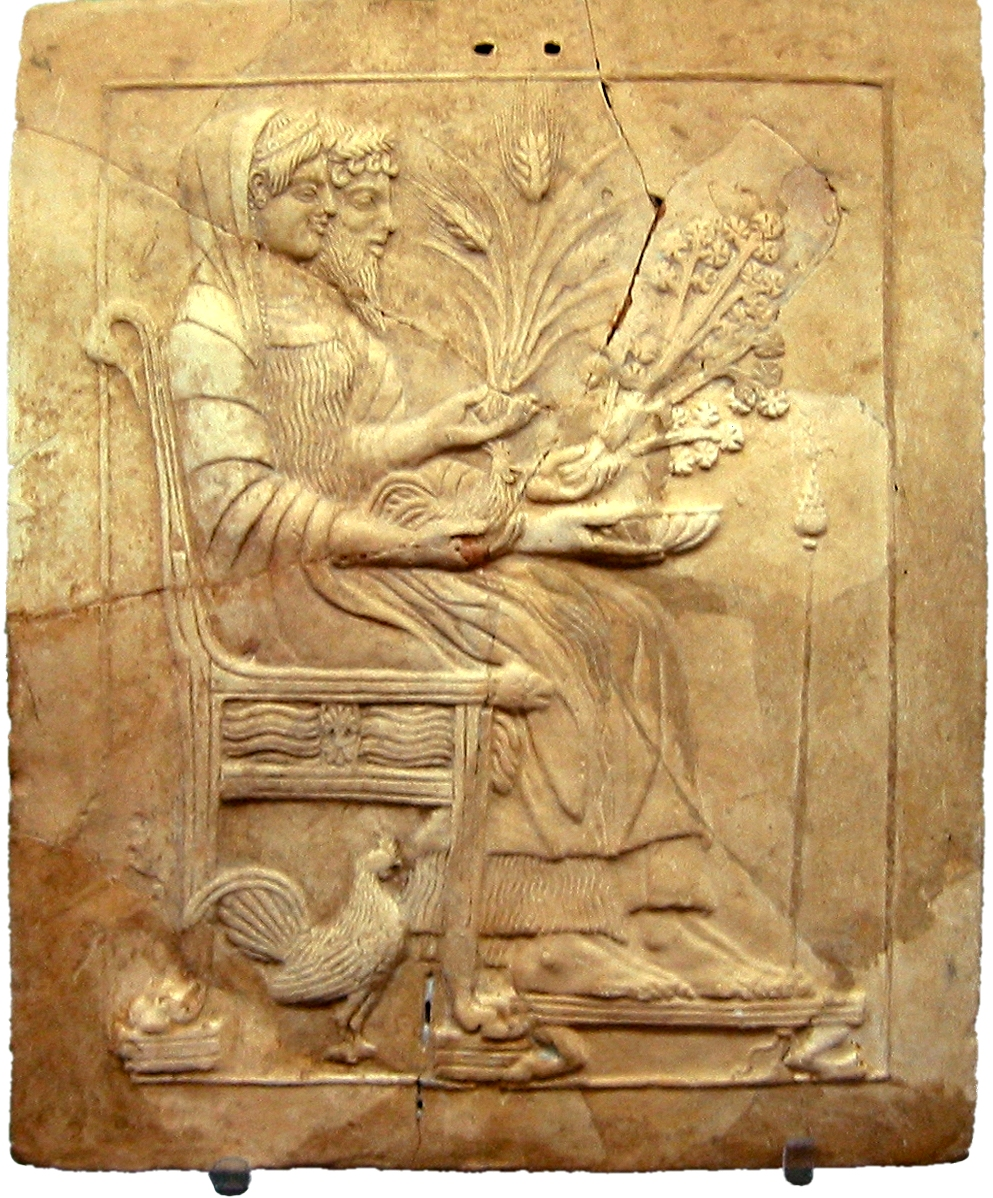
Persèfone i Plutó o Hades sobre un pinax de Locri

El nom Plouton s'utilitza per primera vegada a la literatura grega pels dramaturgs atenesos. A la comèdia d'Aristòfanes Les granotes (Batrachoi , 405 aC), en què "la coloració eleusina és de fet tan generalitzada", el governant de l'inframon és un dels personatges, sota el nom de Plouton. L'obra representa un simulacre de baixada a l'inframon del déu Dionís per recuperar un dels dramaturgs tràgics morts amb l'esperança de restaurar el teatre atenès a la seva antiga glòria. Plutó és una presència silenciosa a l'escenari durant unes 600 línies que presideix un concurs entre els tragèdics, després anuncia que el guanyador té el privilegi de tornar al món superior L'obra també es basa en creences i imatges del culte òrfic i dionisíac, i rituals relacionats amb Ploutos (Plutus, "riquesa"). En un fragment d'una altra obra d'Aristòfanes, un personatge "està cantant còmicament els aspectes excel·lents d'estar mort", demanant en referència a la tripartició de la sobirania sobre el món:
| « | I d'on creus que ve el seu nom Plutó [és a dir, "ric"], si no perquè va prendre la millor porció?...' Quant millor són les coses de sota que les que posseeix Zeus! | » |

Per a Plató, el déu de l'inframon era "un agent en [el] cicle benèfic de la mort i el renaixement" que mereixia adoració sota el nom de Plouton, un donant de riquesa espiritual. En el diàleg Cràtil, Plató fa que Sòcrates expliqui l'etimologia de Plouton, dient que Plutó dona riquesa (ploutos), i el seu nom significa "donador de riquesa, que surt de la terra sota". Com que el nom Hades es pren com a "l'invisible", la gent té por del que no pot veure; tot i que estan equivocats sobre la naturalesa del poder d'aquesta divinitat, Sòcrates diu, "l'ofici i el nom del Déu realment corresponen":
| « | És el sofista perfecte i consumat, i el gran benefactor dels habitants de l'altre món; i fins i tot a nosaltres, que som a la terra, envia des de baix immenses benediccions. Perquè hi té molt més del que vol; per això s'anomena Plutó (o el ric). Tingueu en compte també que no tindrà res a veure amb els homes mentre estiguin al cos, sinó només quan l'ànima s'alliberi dels desitjos i dels mals del cos. Ara hi ha molta filosofia i reflexió en això; perquè en llur estat alliberat pot lligar-los amb el desig de la virtut, però mentre el cos s'agiten i els enfada, ni tan sols el mateix pare Cronos n'hi hauria prou per mantenir-los amb ell en les seves pròpies cadenes famoses. | » |

Atès que "la unió del cos i l'ànima no és millor que el deslliurament", la mort no és un mal. Walter Burkert veu així Plutó com un "déu de la dissolució". Entre els títols de Plutó hi havia Isodaitēs, "divisor en porcions iguals", títol que el connecta amb les deesses del destí les Mòries. Isodaitēs també va ser un títol de culte per a Dionís i Helios.
En ordenar la seva ciutat ideal, Plató va proposar un calendari en el qual Plutó fos honrat com a benefactor el dotzè mes, classificant-lo implícitament com una de les dotze deïtats principals. En el calendari àtic, el dotzè mes, més o menys equivalent a juny, era Skiroforion; el nom pot estar relacionat amb la violació de Persèfone.

## Teogonies i cosmologia

### Euhemerisme i llatinització
A la teogonia d'Euhemer (segle IV aC), els déus eren tractats com a governants mortals els fets dels quals eren immortalitzats per la tradició. Ennius va traduir Euhemerus al llatí uns cent anys més tard, i un passatge de la seva versió va ser al seu torn conservat pel primer escriptor cristià Lactanci. Aquí la unió de Saturn (l'equivalent romà de Cronos) i Ops, una deessa itàlica de l'abundància, produeix Júpiter (el Zeus grec), Juno (Hera), Neptú, Plutó i Glauca:
| « | Llavors Saturn va prendre Ops per dona. Tità, el germà gran, va exigir la reialesa per ell mateix. Vesta la seva mare, amb les seves germanes Ceres [Demèter] i Ops, va persuadir Saturn de no donar pas al seu germà en l'assumpte. Tità era menys guapo que Saturn; per això, i també perquè podia veure la seva mare i les seves germanes treballant per tenir-ho així, va concedir la reialesa a Saturn, i va arribar a un acord amb ell: si Saturn tenia un fill masculí, no seria criat. Això es va fer per assegurar la reversió de la reialesa als fills de Tità. Després van matar el primer fill que va néixer a Saturn. Després van venir els bessons, Júpiter i Juno. Juno va ser donada a Saturn per veure mentre Júpiter era secretament eliminat i donat a Vesta perquè el criés sense que Saturn ho sabés. De la mateixa manera, sense que Saturn ho sabés, Ops va donar a llum a Neptú i el va amagar. En el seu tercer part, Ops va tenir un altre conjunt de bessons, Plutó i Glauce. (Plutó en llatí és Dis pater; alguns l'anomenen Orc.) A Saturn se li va mostrar la seva filla Glauce però el seu fill Plutó va ser amagat i eliminat. Glauce va morir jove. Aquest és el pedigrí, tal com està escrit, de Júpiter i els seus germans; així ens ha estat transmès en la santa escriptura. | » |

En aquesta teogonia, que Ennius va introduir a la literatura llatina, Saturn, "Tità", Vesta, Ceres i Ops són germans; Glauca és la bessada de Plutó i mor misteriosament jove. Hi ha diverses figures mitològiques anomenades Glauca; la germana de Plutó pot ser la Glauca que en el relat de Ciceró dels tres aspectes de Diana va concebre el tercer amb l'igualment misteriós Upis Upis. Aquesta és la genealogia de Plutó que Giovanni Boccaccio va utilitzar en la seva Genealogia deorum gentilium i en les seves conferències explicant la Divina Comèdia de Dante.
Al Llibre 3 dels Oracles Sibil·lins , que data majoritàriament del segle ii, Rea dona a llum a Plutó al seu pas per Dodona, "on fluïen els camins aquàtics del riu Europus, i l'aigua corre cap al mar, fusionant-se amb el Peneu. Això també s'anomena riu Estigi.

### Sistemes òrfics i filosòfics
Les teogonies òrfiques són notòriament variades, i la cosmologia òrfica va influir en les diferents teogonies gnòstiques de l'antiguitat tardana, La literatura clementina (segle IV dC) conserva una teogonia amb influència òrfica explícita que també es basa en Hesíode, donant un paper distintiu a Plutó. Quan els elements primordials es van unir per força ciclònica ordenada, van produir una esfera generativa, l'"ou" del qual neix l'entitat òrfica primitiva Fanes i es formà el món. L'alliberament de Phanes i la seva ascensió al cim celestial de l'ou còsmic fa que la matèria que queda en l'esfera s'assenti en relació al pes, creant el món tripartit de les teogonies tradicionals:
| « | La seva part inferior, l'element més pesat, s'enfonsa cap avall, i s'anomena Plutó per la seva gravetat, pes i gran quantitat (plêthos) de matèria. Després de la separació d'aquest element pesat a la part mitjana de l'ou les aigües flueixen juntes, que anomenen Posidó. L'element més pur i noble, el foc, s'anomena Zeus, perquè la seva naturalesa és brillant (ζέουσα, zeousa). Vola directament a l'aire i arrossega l'esperit, ara anomenat Metis, que va quedar a la humitat subjacent. I quan aquest esperit ha arribat al cim de l'èter, és devorat per Zeus, que al seu torn engendra la intel·ligència (σύνεσις, sunesis), també anomenada Pal·les.. I amb aquesta intel·ligència artística l'artifici etteri crea el món sencer. Aquest món està envoltat per l'aire, que s'estén des de Zeus, l'èter molt calent, fins a la terra; aquest aire es diu Hera. | » |

Aquesta cosmogonia interpreta Hesíode al·legòricament i, per tant, l'element més pesat s'identifica no com la Terra, sinó com l'inframon de Plutó. (En la geoquímica moderna, el plutoni és l'element primordial més pesat). Les suposades etimologies s'utilitzen per donar sentit a la relació del procés físic amb el nom diví; Plouton està aquí connectat amb plêthos (abundància).
Al sistema estoic, Plutó representava la regió inferior de l'aire, on segons Sèneca (segle I dC) l'ànima va patir una mena de purgatori abans d'ascens a l'èter. Cornut, contemporani de Sèneca, va fer ús de l'etimologia tradicional del nom de Plutó per a la teologia estoica. Els estoics creien que la forma d'una paraula contenia la veritat original del seu significat, que amb el temps es podia corrompre o enfosquir. Plouton va derivar de ploutein , "ser ric", va dir Cornut, perquè "totes les coses són corruptibles i, per tant, "en última instància, se li lliura com a propietat seva".
Dins de les tradicions pitagòriques i neoplatònices, Plutó es va al·legoritzar com la regió on es purifiquen les ànimes, situada entre la lluna (representada per Persèfone) i el sol. Els neoplatònics de vegades interpretaven els misteris eleusis com una fabula de fenòmens celestes:
| « | Els autors expliquen a la faula que Ceres era la mare de Prosèrpina, i que Prosèrpina mentre jugava un dia va ser segrestada per Plutó. La seva mare la va buscar amb torxes enceses; i fou decretat per Júpiter que la mare tingués la seva filla durant quinze dies al mes, però Plutó la resta, els altres quinze. Això no és més que el nom Ceres s'utilitza per significar la terra, anomenada Ceres per analogia amb crees ('pots crear'), perquè totes les coses són creades a partir d'ella. Per Prosèrpina s'entén la lluna, i el seu nom és en analogia amb prope serpens ('arrossegant-se a prop'), perquè es mou més a prop de la terra que els altres planetes. S'anomena filla de la terra, perquè la seva substància té més terra que la resta d'elements. Per Plutó s'entén l'ombra que de vegades obstrueix la lluna. | » |

#### Plouton Helios
Una inscripció dedicatòria d'Esmirna descriu un santuari dels segles I i II al "Déu mateix" com el més exaltat d'un grup de sis deïtats, incloses estàtues vestides de Plouton Helios i Koure Selene, "Plutó el Sol" i "Kore la Lluna". L'estatus de Plutó i Kore com a parella divina està marcat pel que el text descriu com una "cortina de núvia brodada en lli." Els dos es col·loquen com a nuvis dins d'un temple tancat, per separat de les altres deïtats conreades al santuari.
Plouton Helios és esmentat en altres fonts literàries en relació amb Koure Selene i Helios Apollon ; De vegades es pensava que el sol en el seu curs nocturn viatjava per l'inframon al seu retorn a l'est. Apuleu descriu un ritu en què el sol apareix a mitjanit a l'iniciat a les portes de Prosèrpina; s'ha suggerit que aquest sol de mitjanit podria ser Plouton Helios.
La inscripció d'Esmirna també registra la presència d'Helios Apol·ló al santuari. Com a dues formes d'Helios, Apol·lo i Plutó plantegen una dicotomia:
| Helios Apollon | Plouton Helios |
| -------------- | -------------- |
| Un             | Molts          |
| claredat       | invisibilitat  |
| brillant       | foscor         |
| memòria        | oblit          |

S'ha argumentat que el santuari guardava una convivència o "fraternitat" pitagòrica. La relació de les creences òrfiques amb el fil místic del pitagorisme, o d'aquestes amb el platonisme i el neoplatonisme, és complexa i molt debatuda.

#### Plutoni

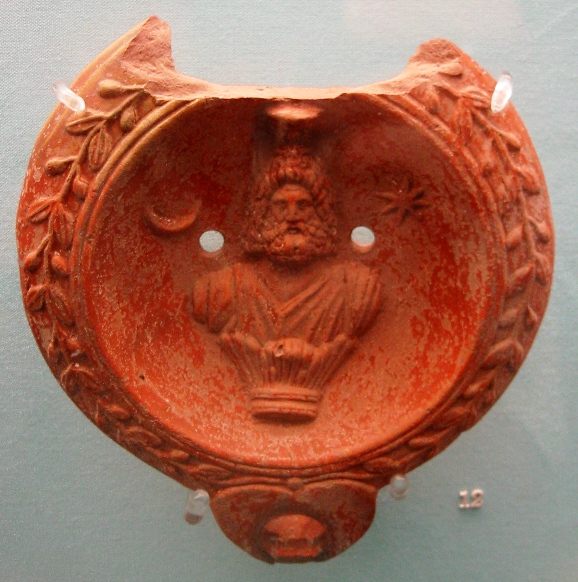
Serapis amb lluna i sol a un llum d'oli

A l'època hel·lenística, el títol o l'epítet Plutoni és de vegades col·locat als noms d'altres divinitats. En el Corpus hermètic Júpiter Plutoni "governa sobre la terra i el mar, i és ell qui nodreix les coses mortals que tenen ànima i donen fruit."
A l'Alexandria ptolemaica, al lloc d'un oracle oníric, Serapis va ser identificat amb Aion Plutoni. Gilles Quispel va conjecturar que aquesta figura resulta de la integració dels Fanes òrfics a la religió mitraica a Alexandria, i que "assegura l'eternitat de la ciutat", on es va celebrar el naixement d'Eó al santuari de Kore el 6 de gener. En llatí, Plutoni pot ser un adjectiu que significa simplement "de o pertanyent a Plutó."

#### Demiürg neoplatònic
El neoplatònic Procle (segle V dC) considerava Plutó el tercer demiürg, un demiürg sublunar que també s'identificava de manera diversa amb Posidó o Hefest. Aquesta idea està present en el neoplatonisme renaixentista, com per exemple en la cosmologia de Marsili Ficino (1433–99), que va traduir textos òrfics al llatí per al seu propi ús. Ficino va veure el demiürg sublunar com "un sofista dimonià"de molts caps", un mag, un encantador, un modelador d'imatges i reflexos, un canviador de forma d'ell mateix i dels altres, un poeta en certa manera de ser i de no-ser, un Plutó reial." Aquesta figura demiúrgica identificada amb Plutó és també "'un purificador d'ànimes' que presideix la màgia de l'amor i la generació i que utilitza un fantàstic contraart per burlar-se, però també ... per complementar, l'art diví icàstic o veritablement imitatiu del sublim Demiürg translunar."

## En l'art i la literatura occidentals

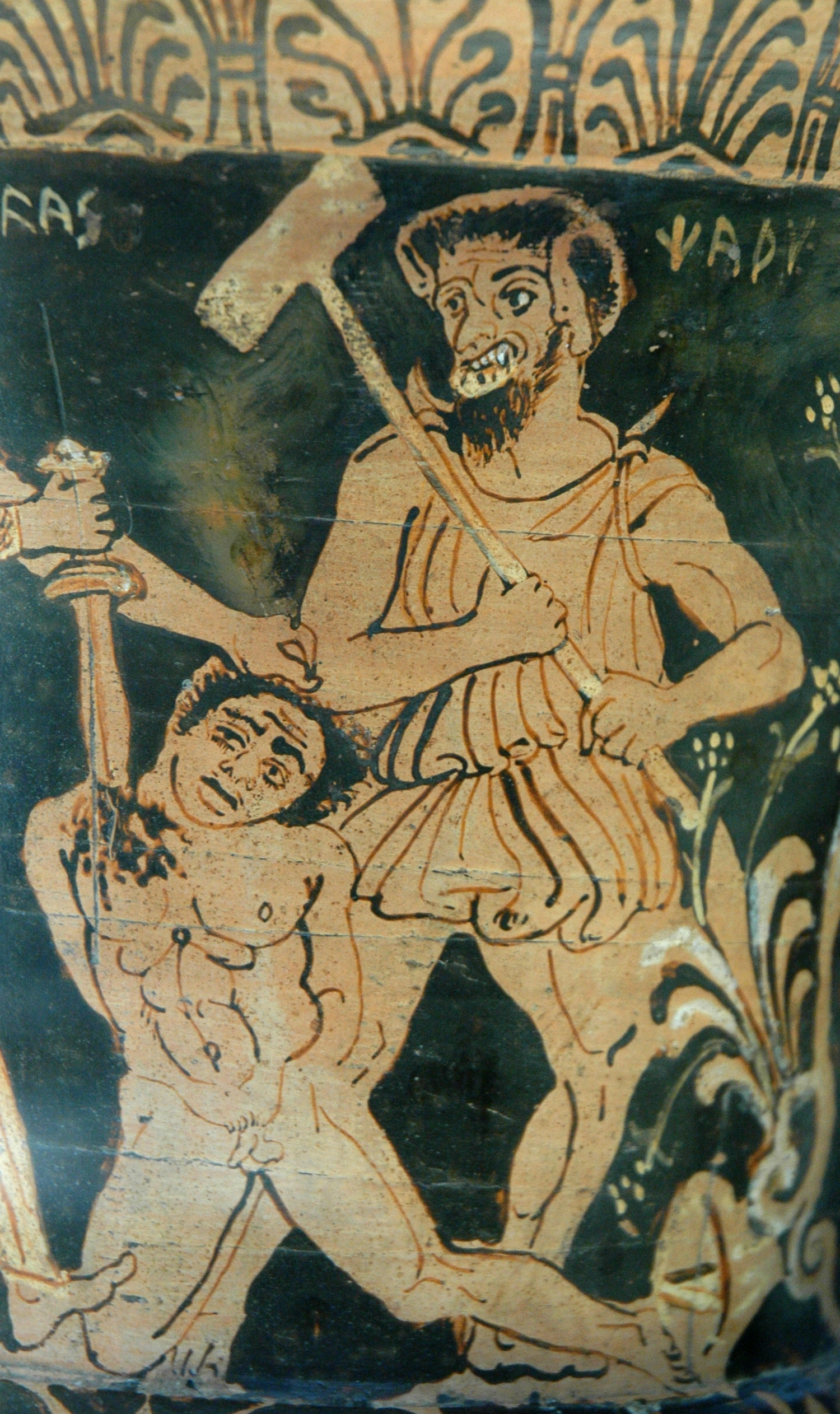
Charun etrusc presidint una execució

### Cristianització
Els escriptors cristians de l'antiguitat tardana van intentar desacreditar els déus en competència de les religions romana i hel·lenística, adoptant sovint l'enfocament eufemitzant en considerar-los no com a divinitats, sinó com a persones glorificades a través d'històries i pràctiques cultuals i, per tant, no són veritables deïtats dignes de culte. Els déus infernals, però, van conservar la seva potència, identificant-se amb el Diable i tractats com a forces demoníaques pels apologistes cristians.
Una font de repulsió cristiana cap als déus ctònics va ser l'arena. En les cerimònies dels jocs de gladiadors part de les cerimònies assistents disfressats, entre ells un "Plutó" que escortava els cadàvers fora. Tertulià anomena "germà de Jove" a la figura que empunya un mall que normalment s'identifica com el Caront etrusc, és a dir, Hades/Plutó/Dis, una indicació que les distincions entre aquests habitants de l'inframon s'estaven difuminant en un context cristià. Prudenci, en la seva polèmica poètica contra el religiós tradicionalista Símmac, descriu l'arena com un lloc on es complien els vots salvatges en un altar a Plutó.(solvit ad aram / Plutonis fera vota) , on els gladiadors caiguts eren sacrificis humans a Dis i Caront rebia les seves ànimes com a pagament, per a delit de l'inframon Jove (Iovis infernalis).

### Mitografia medieval
Les mitologies medievals, escrites en llatí, continuen la fusió de les divinitats gregues i romanes iniciada pels mateixos antics romans. Potser perquè el nom Plutó s'utilitzava en ambdues tradicions, apareix àmpliament en aquestes fonts llatines per al governant clàssic de l'inframon, que també es veu com el doble, aliat o adjunt de la figura de la mitologia cristiana coneguda com el Diable, Satanàs o Llucifer. Les divinitats clàssiques de l'inframon es van convertir casualment en intercanviables amb Satanàs com a encarnació de l'infern. Per exemple, al segle ix, l'abat Cernuus, l'únic testimoni el relat del setge de París supervivent, anomena als víkings invasors el "engen de Plutó."
Al Llibret sobre les imatges dels déus, Plutó es descriu com
| « | un personatge intimidatori assegut en un tron de sofre, amb el ceptre del seu regne a la mà dreta i amb l'esquerra estrangulant una ànima. Sota els seus peus Cèrber de tres caps ocupava una posició, i al seu costat tenia tres Harpies. Del seu tron daurat de sofre brollaven quatre rius, que eren anomenats, com és sabut, Leteu, Cocit, Flegetont i Aqueront, afluents de la llacuna Estígia. | » |

Aquesta obra deriva de la del Mitògraf Vaticà III , possiblement un Albricus o Alberic, que presenta sovint extenses al·legories i dedica el seu capítol més llarg, inclòs un excursus sobre la naturalesa de l'ànima, a Plutó.

### Literatura medieval i renaixentista
A La Divina Comèdia de Dante (escrita entre 1308 i 1321), Plutó presideix el quart cercle de l'infern, al qual són condemnats els cobdiciosos. La forma italiana del nom és Pluto , presa per alguns comentaristes per referir-se específicament a Plutus com el déu de la riquesa que presidiria el turment d'aquells que l'acaparen o el malgasten en vida. El Plutó de Dante és rebut com "el gran enemic" i pronuncia la famosa línia impenetrable Pape Satàn, pape Satàn aleppe. Gran part d'aquest cant està dedicat al poder de Fortuna de donar i emportar. L'entrada al quart cercle ha marcat un gir a la baixa en el viatge del poeta, i la següent fita després que ell i la seva guia creuen del cercle és la llacuna Estigia, a través del qual passen cap a la ciutat de Dis] (Dite en italià). La clara distinció de Dante entre Plutó i Dis suggereix que tenia Plutus en ment per anomenar el primer. La ciutat de Dis és la « ciutadella del Baix Infern » on les muralles són guarnides per àngels caiguts i Fúries. Plutó és tractat de la mateixa manera com una figura purament satànica pel poeta italià del segle xvi Tasso al llarg de la seva èpica Jerusalem alliberada, en el qual s'invoca "gran Dis, gran Plutó" en companyia de "tots els diables que jacem a l'infern més profund".
Influenciat per Ovidi i Claudià, Geoffrey Chaucer (1343–1400)va desenvolupar el mite de Plutó i Prosèrpina (el nom llatí de Persèfone) a la literatura anglesa. Com els escriptors medievals anteriors, Chaucer identifica el regne de Plutó amb l'infern com un lloc de condemna i turment, i el descriu com "derk and lowe" ("fosc i baix"). Però la principal aparició de Plutó a les obres de Chaucer ve com un personatge a "The Merchant's Tale", on Plutó s'identifica com el "Kyng de Fayerye" (Rei de les fades). (ca. 1300), Plutó i Prosèrpina governen un món fantàstic que fusiona el mite clàssic i el país de les fades Chaucer fa que la parella participi en una batalla còmica dels sexes que soscava la imatgeria cristiana del conte, que és el més explícit sexualment de Chaucer. El poeta escocès William Dunbar ca. 1503 també va descriure Plutó com un ésser sobrenatural folklòric, "elrich incubus / in cloke of grene" ("l'eldritch incubus en capa de verd"), que apareix entre els cortesans de Cupid.
El nom de Plutó per al governant clàssic de l'inframon es va establir encara més a la literatura anglesa per Arthur Golding, la traducció del qual de les Metamorfosis d'Ovidi (1565) va tenir una gran influència en William Shakespeare, Christopher Marlowe, i Edmund Spenser. Golding tradueix el Dis d'Ovidi com Plutó, una pràctica que predomina entre els traductors anglesos, malgrat l'ús que John Milton fa del Dis llatí a El Paradís perdut. La percepció cristiana de l'inframon clàssic com l'infern va influir en les pràctiques de traducció de Golding; per exemple, la tenebrosa sede tyrannus / exierat d'Ovidi ("el tirà [Dis] havia sortit del seu regne ombrívol") es converteix en "el príncep dels dimonis va abandonar el seu fosc forat".
La cort de Plutó com a escenari literari podria reunir un abigarrat assortiment de personatges. En el poema del segle xiii de Huon de Méry "El torneig de l'Anticrist", Plutó governa una congregació de "déus i semidéus clàssics, diables bíblics i cristians malvats". A l'al·legoria dels somnis del segle XV L'Assemblea dels Déus, les deïtats i personificacions són "aparegudes com a noblesa medieval" gaudint de la "magnyfycència" del seu "senyor Plutó", que va vestit amb una "xarxa de fum". "i pudor de sofre.
Al llarg del Renaixement, imatges i idees de l'Antiguitat clàssica van entrar a la cultura popular a través del nou mitjà de la impremta i a través de concursos i altres actuacions públiques en festivals. Corpus Christi d'Aix-en-Provence l'any 1462 presentava personatges disfressats com una sèrie de divinitats clàssiques, inclòs Plutó, i Plutó va ser objecte d'un dels set concursos presentats com a part del festival de la nit de l'estiu de 1521 a Londres. Durant el segle xv, cap tema mitològic es va portar a l'escenari amb més freqüència que el descens d'Orfeu, amb la cort de Plutó que va inspirar l'escena fantàstica. Leonardo da Vinci va dissenyar un conjunt amb una muntanya giratòria que s'obria per revelar Plutó que emergeix de l'inframon; el dibuix perviu i va ser la base d'una recreació moderna.

### Òpera i ballet
El tràgic descens de l'heroi-músic Orfeu als inframons per recuperar la seva núvia, i la seva actuació a la cort de Plutó i Proserpina, van oferir un material convincent per als llibretistas i compositors d'òpera i ballet. Plutó també apareix en obres basades en altres mites clàssics de l'inframon. Com a paper cantant, Plutó gairebé sempre s'escriu per a una veu de baix, amb el registre vocal baix que representa les profunditats i el pes de l'inframon, com en L'Orfeo (1607) i Il ballo delle ingrate (1608) de in Monteverdi i Rinuccini. En el seu ballo, una forma de ballet amb números vocals, Cupido invoca Plutó de l'inframon per reclamar dones "ingrates" que eren immunes a l'amor. La part de Plutó es considera particularment virtuosa, i un crític de l'estrena va descriure el personatge, que apareixia com d'un infern ardent, com " formidable i impressionant a la vista, amb les peces que li van regalar els poetes, però carregat d'or i joies."

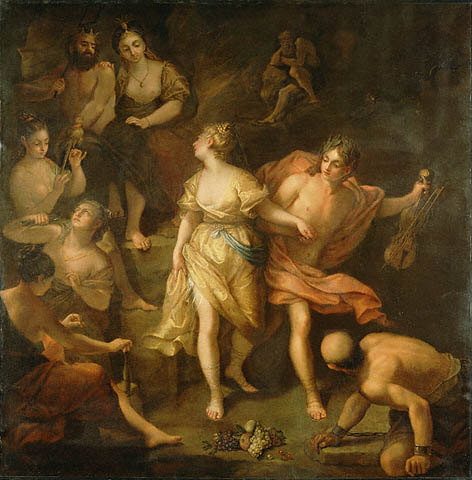
Orfeu i Eurídice de Jean Raoux (1718–20), amb Plutó i Prosèrpina alliberant la parella

El paper de Plutó està escrit per a un baix a l'Euridice de Peri (1600) ); a l'Euridice de Caccini (1602); l'Orfeo de Rossi (1647); Il pomo d'oro de Cesti (1668); l'Orfeo de Sartoris (1672); l'Alcestede Lully, a tragédie en musique (1674); a l'òpera de cambra de Charpentier La descente d'Orphée aux enfers (1686); l'Orpheus de Telemann (1726); i Hippolyte et Aricie de Rameau (1733). Plutó va ser un baríton a Proserpine de Lully (1680), que inclou un duo que dramatitza el conflicte entre la parella reial de l'inframon que destaca pel seu ús primerenc de la caracterització musical. Potser la més famosa de les òperes d'Orfeu és la satírica Orfeu a l'infern (1858) d'Offenbach, en què un tenor canta el paper de Plutó , disfressat en la trama vertiginosa com Aristée (Aristeu), un pagès.
Les escenes ambientades al regne de Plutó es van orquestrar amb una instrumentació que esdevenia convencionalment "infernal", establerta a L'Orfeo de Monteverdi com dues cornetes, tres trombons, un fagot i un regal.
Plutó també ha aparegut com un paper al ballet. A l'interludi del "Ballet dels set planetes" de Lully de l'òpera Ercole amante de Cavalli, el mateix Lluís XIV va ballar com Plutó i altres personatges; va ser un fracàs espectacular. Plutó va aparèixer a La descente d'Orphée aux Enfers (dècada de 1760) de Noverre. Gaetan Vestris va ballar el paper del déu a Orefeo ed Euridice (1763) de Florian Deller. La Persefone coreografiada per Robert Joffrey (1952) estava basada en la línia de "rei dels hiverns, l'infernal Plutó" d'André Gide.

### Belles arts

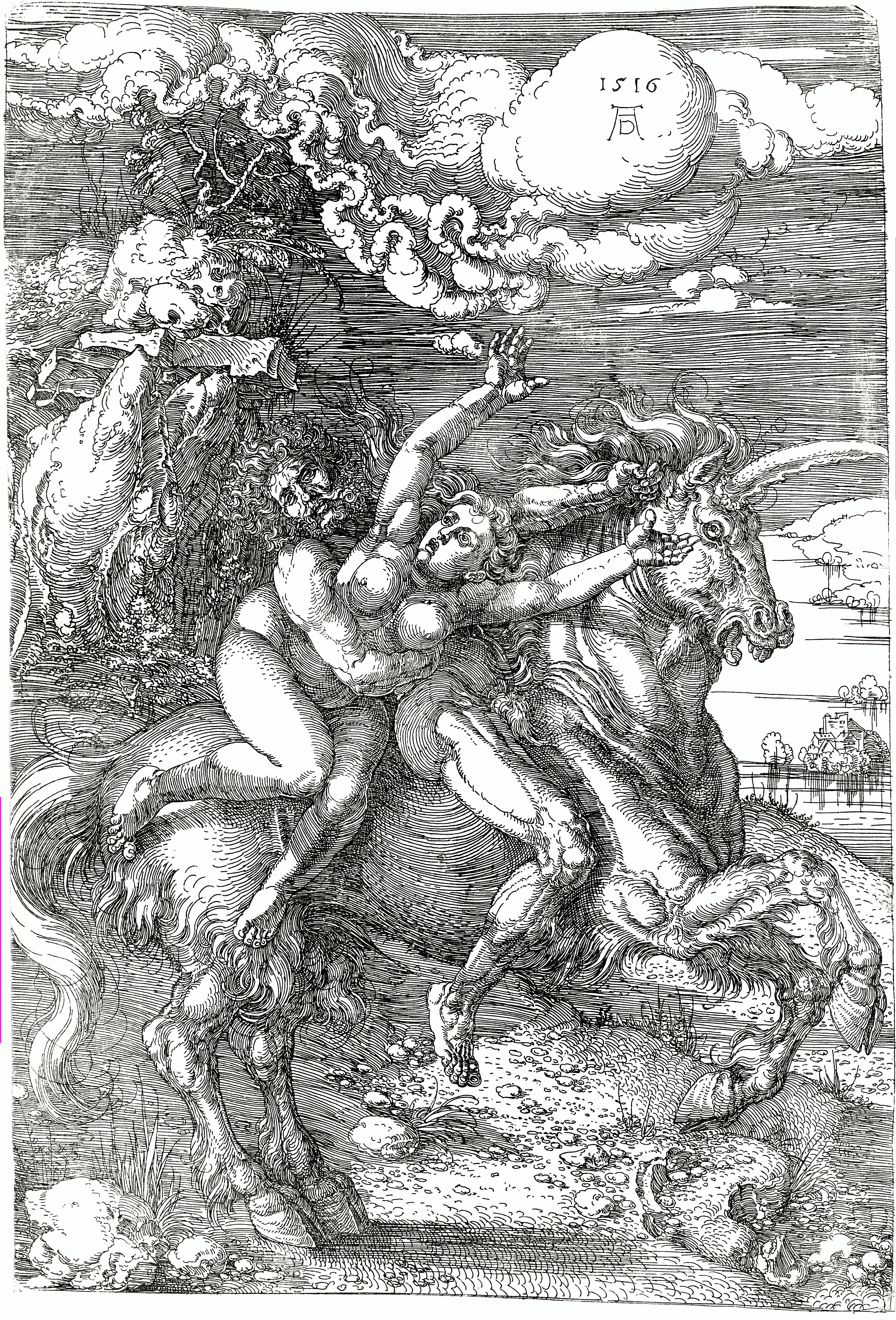
Albrecht Dürer, Segrest de Proserpina sobre un unicorn (1516)

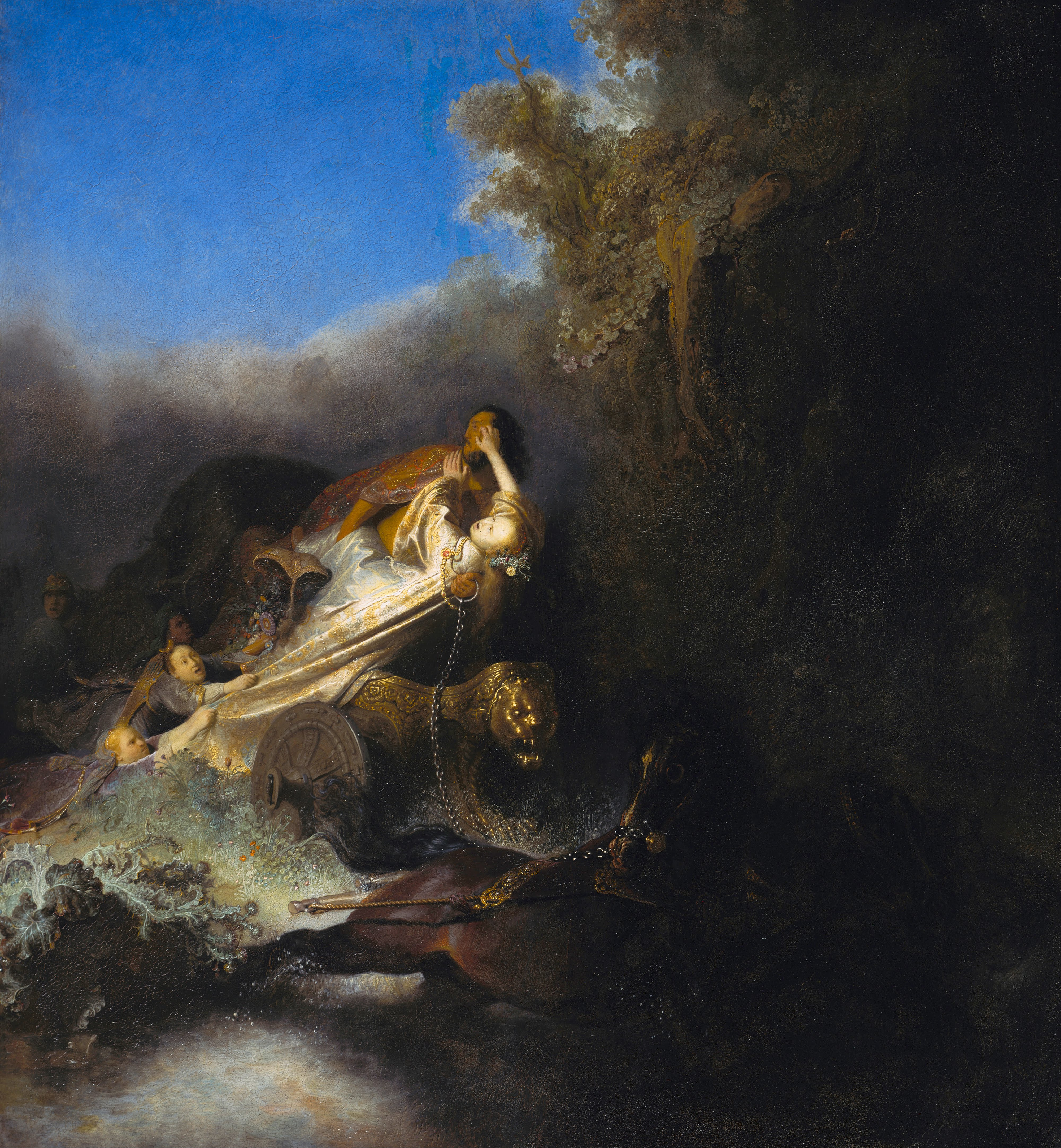
El rapte de Proserpina de Rembrandt (ca. 1631)

El rapte de Proserpina per Plutó és l'escena del mite més sovint representat pels artistes, que solen seguir la versió d'Ovidi. L'influent llibre d'emblemes Iconologia de Cesare Ripa (1593, segona edició 1603) presenta la figura al·legòrica de la violació amb un escut sobre el qual està pintat el rapte. Jacob Isaacsz. van Swanenburg,el primer mestre de Rembrandt, es va fer ressò d'Ovidi mostrant Plutó com l'objectiu de la fletxa de Cupid mentre Venus observa com es va dur a terme el seu pla (lloc de la pintura desconegut). El tractament de l'escena per part de Rubens és similar. Rembrandt incorpora el més apassionat de caracteritzacions claudianes. L'actuació d'Orfeu a la cort de Plutó i Prosèrpina també va ser un tema popular.
Els principals artistes que van produir obres que representen Plutó inclouen:
- Dürer, Segrest de Proserpina sobre un unicorn (1516), aiguafort. El primer biògraf anglès de Dürer va anomenar aquesta obra "una concepció salvatge i estranya" que "produeix una impressió molt incòmoda i estremidora a l'espectador".[236] La font o el significat de l'unicorn com a forma de transport no està clara; el dibuix preparatori de Dürer mostrava un cavall convencional. Plutó sembla ser presentat d'una manera que recorda el líder de la Cacera Salvatge.[237]
- Caravaggio, Júpiter, Neptú i Plutó (en italià Giove, Nettuno e Plutone , ca. 1597), un mural del sostre (retrat sota Teogonies i cosmologia a dalt) destinat a ser vist des de baix, d'aquí la perspectiva inusual. Caravaggio va crear l'obra per a una sala adjacent a la destil·leria alquímica del cardenal Francesco Maria Del Monte, el seu mecenes més important . Els tres déus planegen al voltant d'un globus translúcid que representa el món: Júpiter amb la seva àguila, Neptú sostenint un bident i Plutó acompanyat d'un cavall gris blavós i un Cèrber que s'assembla a un border collie de tres caps més que un gos infernal. A més de personificar els elements clàssics aire, aigua i terra, les tres figures representen "una al·legoria de la ciència aplicada de l'alquímia".[140]
- Jan Brueghel el Vell, Orfeu davant Plutó i Proserpina (1604), pintura.[238]
- Bernini, Plutó i Prosèrpina (1621–22), també coneguda com El rapte de Prosèrpina, escultura amb un Cèrber mirant en tres direccions diferents.[239]
- Rembrandt, Segrest de Proserpina (ca. 1631), pintura influenciada per Rubens (via el gravat del seu alumne Pieter Soutman).[240] El lleoní Plutó de Rembrandt es basa en la descripció que en Claudià fa del déu com un lleó devorador.[241]

### Literatura moderna
Després del Renaixement, l'interès literari pel mite de l'abducció va disminuir fins al ressorgiment del mite clàssic entre els romàntics. El treball de mitògrafs com J.G. Frazer i Jane Ellen Harrison va ajudar a inspirar la reformulació dels mites en termes moderns per part dels escriptors victorians i modernistes. A Tess of the d'Urberville (1891), Thomas Hardy retrata Alec d'Urberville com "una paròdia grotesca de Plutó/Dis" que exemplifica la cultura victoriana tardana de la dominació masculina, en què les dones estaven consignades a "una ruptura interminable... . en la roda de la reproducció biològica". Una figura semblant es troba a The Lost Girl (1920) de D.H. Lawrence, on el personatge Ciccio actua com Plutó a la Persèfone d'Alvina, "la núvia perduda a mort... paradoxalment esborrada i vitalitzada al mateix temps pel contacte amb Plutó/Dis" en "un preludi del gran disseny del renaixement". La foscor de Plutó és alhora una font de regeneració i d'"aniquilació sense pietat". Lawrence reprèn el tema en una altra part de la seva obra; a The First Lady Chatterley (1926, una primera versió de Lady Chatterley's Lover), Connie Chatterley es veu a si mateixa com una Persèfone i declara que "preferiria estar casada amb Plutó que amb Plató", posant el seu amant terrer guardacaça com a primer i el seu marit que parla de filosofia com a segon.
A la sèrie de fantasia per a joves de Rick Riordan The Heroes of Olympus, el personatge Hazel Levesque és filla de Plutó, déu de les riqueses. És un dels set personatges amb un pare de la mitologia clàssica.

## Termes científics
Els termes científics derivats del nom de Plutó inclouen:
- Plutó, el planetoide, amb termes relacionats plutoide i plutí;
- el plutoni, l'element natural més pesat , que rep el nom del planetoide;
- plutó, terme geològic;
- plutonisme, una teoria geològica.